# Ya (diario)
Ya fue un periódico español de publicación diaria, editado en Madrid entre 1935 y 1996. Fue fundado por Editorial Católica durante la Segunda República. El primer ejemplar salió a la calle el 14 de enero de 1935. De orientación conservadora, fue uno de los periódicos más populares e influyentes de España durante el franquismo.
Sin embargo, los nuevos tiempos que llegaron con la democracia supusieron una paulatina pérdida de lectores y de publicidad para el diario, que entró en una larga crisis. Sufrió cambios en la propiedad, en la dirección y en la línea editorial, pero no consiguió remontar el número de lectores. 
El 14 de junio de 1996 publicó su último ejemplar, tras haber pasado por las manos de Antena 3 TV, la editora mexicana Ediciones del Sur y el Diario de Ávila. 

## Historia
El primer número apareció el 14 de enero de 1935, editado por Editorial Católica SA, como diario vespertino. Con Vicente Gállego Castro como director, fue suspendido el 20 de julio de 1936 tras el inicio de la Guerra Civil. Durante la guerra, el Partido Comunista de España utilizó sus rotativas para publicar Mundo Obrero.
Concluida la guerra civil española, el diario Ya pasó a ser matutino. Entre 1939 y 1952 fue dirigido por Juan José Pradera, quien mantuvo varios conflictos con la dirección de la empresa. A raíz de un conflicto con el grupo editorial, en 1952 fue destituido de su cargo como director. Le sustituyó Aquilino Morcillo Herrera, quien estuvo más de veinte años al frente del periódico entre 1952 y 1974.
En los últimos años del régimen de Franco, el Ya se significó por su línea aperturista para aquella época de censura. Con asiduidad aparecían artículos de un grupo de intelectuales y políticos democristianos, pertenecientes al llamado grupo Tácito.
Con el veterano periodista Alejandro Fernández Pombo como director (1974-1980) y coincidiendo con la apertura a la democracia, el Ya se coloca en primera plana, es el diario más vendido en Madrid, y experimenta una modernización tecnológica con la renovación de las antiguas linotipias.
Durante el año que estuvo bajo la dirección de Manuel Jiménez Quílez, la línea editorial da un marcado vuelco a la derecha. El declive se inicia en la segunda mitad de los ochenta. Un claro síntoma de la recesión es la frecuencia con la que los obispos cambiaron en aquella década a los directores: Tras Manuel Jiménez Quílez, José María Castaño, Venancio Luis Agudo, Guillermo Medina, Fernando Ónega, (1985-1986) y Ramón Pi (1986-1989). 

### Decadencia y desaparición
En 1988 la Conferencia Episcopal, en un gesto de desligarse del diario, vende la cabecera y su emblemática sede —situada en la madrileña calle de Mateo Inurria—, a una filial del grupo vasco Comecosa (actual Grupo Correo), hecho que dio paso a un periodo de declive. Esta acción significó la pérdida de un preciado y sustancioso patrimonio, que hubiera podido salvarlo de su precipitado final. Los nuevos propietarios fracasaron en su intento de reflotarlo (por ejemplo, el periódico cerró el ejercicio de 1990 con unas pérdidas superiores a los 2000 millones de pesetas), y, tres años después, julio de 1991, lo vendieron a Antena 3 TV.
Antena 3 TV, entonces todavía propiedad del conde de Godó, fracasó en su proyecto de crear un grupo multimedia y lo vendió en diciembre de 1992 al grupo mexicano Editoriales del Sur por el simbólico precio de una peseta. Sin embargo, los nuevos propietarios suspendieron pagos en julio de 1993.
En octubre de 1994 el empresario chileno Miguel Ángel Gnecco alegó haber comprado el periódico y en diciembre, el editor del Diario de Ávila, Aurelio Delgado, compró la cabecera por un valor simbólico de una peseta, en un acuerdo en el que también estamparon su firma representantes de A3 TV, la Comunidad de Madrid y UGT. Caja de Madrid otorgó un crédito de 600 millones de pesetas al diario, avalado por la Comunidad. En septiembre de 1995. Aurelio Delgado anunció una ampliación de capital por valor de 800 millones de pesetas, que nunca se produjo.
El último director de Ya fue  Rafael González Rodríguez (1994-abril de 1996), veterano periodista de Edica, quien relanzó de nuevo el diario —con nueva cabecera— en un intento de dar por aliviada la crisis. Pero el empuje duró poco. En abril de 1996 los 160 trabajadores del diario demandaron a la Editorial Católica por impago de salarios. Toda la plantilla, sin excepción de puesto o responsabilidad, pasaron a cobrar un sueldo lineal de 100 000 de pesetas, como única forma de mantener sus empleos, es decir de no cerrar. 
En junio de 1996 la Justicia reconoce el derecho de los trabajadores a cobrar 2000 millones de pesetas de indemnización. Tras declararse insolvente la empresa, los 160 trabajadores —dueños de los derechos de propiedad de la cabecera "Ya" y del resto de sus bienes— son despedidos sin percibir ninguna indemnización pese a haber ganado el juicio.
El 25 de enero de 2006, salió a subasta el antiguo archivo fotográfico del diario Ya, que fue adjudicado por 40 000 € a la Fundación Universitaria San Pablo CEU, como confirman desde la propia institución.